# I Might Be Wrong: Live Recordings
I Might Be Wrong: Live Recordings — концертний альбом англійського рок-гурту Radiohead, випущений 12 листопада 2001 року у Великій Британії лейблом Parlophone і днем пізніше у США лейблом Capitol Records. Записаний під час туру Radiohead 2001 року, він містить пісні з їхніх четвертого та п'ятого альбомів Kid A (2000) та Amnesiac (2001). Radiohead переаранжували пісні, щоб виконати їх наживо. I Might Be Wrong отримав переважно позитивні відгуки; критики похвалили виконання та аранжування, але визнали альбом занадто коротким.

## Зміст
I Might Be Wrong складається з живих виступів, записаних під час туру Radiohead 2001. До нього увійшли пісні з альбомів Kid A (2000) і Amnesiac (2001), а також сольне виконання вокалістом Томом Йорком ще однієї пісні, «True Love Waits», зіграної на акустичній гітарі.
Оскільки Radiohead створили Kid A та Amnesiac шляхом студійних експериментів, вони переаранжували пісні, щоб виконати їх наживо. Наприклад, електронний трек «Like Spinning Plates» був перероблений у фортепіанну баладу, як сказав гітарист Ед О'Браєн: «Неможливо виконати Kid A наживо і бути вірним запису. Ти повинен був зробити це як художню інсталяцію … Коли ми грали наживо, ми повернули в них людський елемент». Барабанщик Філіп Селвей сказав, що Radiohead «знайшли нове життя» в піснях, коли почали їх виконувати.

## Відгуки критиків
На сайті Metacritic, який присвоює рецензіям критиків нормалізовану оцінку зі 100 балів, I Might Be Wrong має середній бал 76 на основі 16 рецензій, що означає «загалом схвальні відгуки».
Критик Entertainment.ie Ендрю Лінч писав: «На відміну від більшості концертних альбомів, цей передає частину хвилювання від присутності на сцені і повертає Radiohead людський вимір, який вони нещодавно ризикували втратити». Стівен Томпсон з The A.V. Club писав, що альбом «проливає нове світло» на Kid A і Amnesiac. Критик Rolling Stone Джона Вайнер назвав його «вибухонебезпечно сирим», похваливши «кручене, ізольоване» виконання «Idioteque» і «прекрасно охолоджуючий» вокал Йорка на «Like Spinning Plates». Метт Лемей з Pitchfork також високо оцінив «Like Spinning Plates», сказавши, що вона демонструє «віртуозність написання пісень Radiohead, а не їх звукову авантюрність», а також «True Love Waits», яка, за його словами, була «абсолютно чудовою» і могла б «витримати конкуренцію» з будь-якою піснею з альбому Radiohead 1997 року OK Computer.
Деякі критики вважали альбом занадто коротким. Томпсон вважав, що він «зіпсований характерно нерозкритою упаковкою і незрозумілою стислістю». Сем Самуельсон з AllMusic припустив, що замість цього його можна було б упакувати разом з Amnesiac як «повний пакет сесій Kid A», а не як «пару релізів, зібраних докупи». Лемей критикував відсутність старих пісень Radiohead і сказав, що альбом виглядає як «промо-акція» для Kid A і Amnesiac.

## Перевидання
Radiohead покинули EMI після закінчення контракту у 2003 році. 2007 року EMI випустила Radiohead Box Set, збірку альбомів, записаних під час перебування Radiohead на лейблі EMI, включаючи I Might Be Wrong. Radiohead не брали участі у перевиданнях, і музика не була ремастирована.
У лютому 2013 року Parlophone був куплений Warner Music Group (WMG). У квітні 2016 року, в результаті угоди з торговою групою Impala, WMG передала бек-каталог Radiohead лейблу XL Recordings. Перевидання EMI, випущені без згоди Radiohead, були видалені зі стрімінгових сервісів. У травні 2016 року XL перевидав бек-каталог Radiohead на вінілі, включаючи I Might Be Wrong.

## Список композицій
| #     | Назва                           | Записано                                                                 | Тривалість |
| ----- | ------------------------------- | ------------------------------------------------------------------------ | ---------- |
| 1.    | «The National Anthem»           | Везон-ла-Ромен, Прованс — Альпи — Лазурний Берег, Франція 28 травня 2001 | 4:57       |
| 2.    | «I Might Be Wrong»              | South Park, Оксфорд, Англія 7 липня 2001                                 | 4:52       |
| 3.    | «Morning Bell»                  | South Park, Оксфорд, Англія 7 липня 2001                                 | 4:14       |
| 4.    | «Like Spinning Plates»          | Blossom Music Center, Каягога-Фолс (Огайо), США 8 серпня 2001            | 3:47       |
| 5.    | «Idioteque»                     | South Park, Оксфорд, Англія 7 липня 2001                                 | 4:24       |
| 6.    | «Everything in Its Right Place» | Везон-ла-Ромен, Прованс — Альпи — Лазурний Берег, Франція 28 травня 2001 | 7:42       |
| 7.    | «Dollars and Cents»             | South Park, Оксфорд, Англія 7 липня 2001                                 | 5:13       |
| 8.    | «True Love Waits»               | Hollywood Bowl, Лос-Анджелес, Каліфорнія, США 20 серпня 2001             | 5:02       |
| 40:11 |                                 |                                                                          |            |

## Персоналії
Radiohead
1. Том Йорк
2. Джонні Грінвуд
3. Ед О'Браєн
4. Колін Грінвуд
5. Філ Селвей

Студія
1. Джим Воррен — інженер запису, мікшування (треки 1, 4, 6, 8)
2. Найджел Ґодріч та Вілл Шапланд — інженер запису, мікшування (треки 2, 3, 5, 7)